# Theatre Royal, Edinburgh

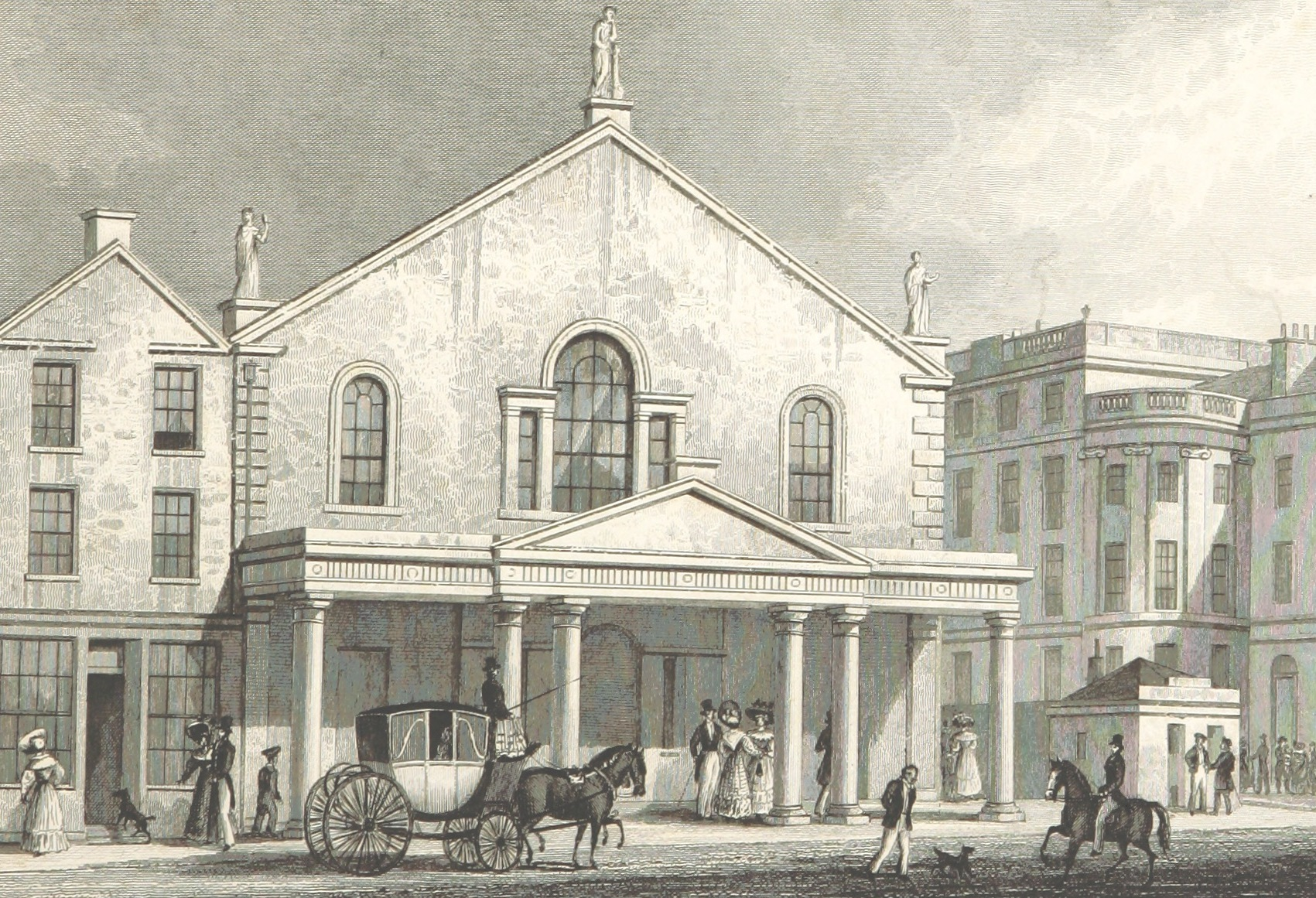
Original Theatre Royal on Princes Street, Edinburgh

Theatre Royal var en teater i Edinburgh i Skottland, verksam mellan 1769 och 1859.  Det var Edinburghs främst teater under sin samtid, och endast den tredje som funnits i Edinburgh. 
Den ersatte stadens andra och första långvariga teater, Canongate theatre, som stängde efter tjugo års verksamhet 1769 (den första teatern i Edinburgh och Skottland var den tillfälliga Allan Ramsay's theatre 1736-1737). Teatern var under sin samtid den mest framträdande i Edinburgh och Skottland, där skådespel fram till mitten av 1700-talet inte hade varit accepterat av religiösa skäl. Det upplevde sin storhetstid 1815-1850, och fick en ny byggnad 1830. Under 1800-talet mötte teatern konkurrens och 1859 överläts dess teaterprivilegium till Queen's Theatre och teatern stängdes. 